# Carlos Campelo
Carlos Campelo (provincia de Buenos Aires, 13 de enero de 1942 - 15 de septiembre de 1997) fue un psicólogo egresado de la Universidad de Buenos Aires que, en 1985, creó  el Programa de Salud Mental Barrial (PSMB) del Hospital Pirovano de la Ciudad de Buenos Aires.

## Historia
Fue docente en las Universidades de Buenos Aires (Carrera de Trabajo Social, Facultad de Ciencias Sociales), Tandil, Junín y Mar del Plata. Trabajó en el Centro de Salud Mental Nº 1 de la ciudad de Buenos Aires. Estudió en la Escuela de Salud Pública y se definía como “sanitarista”.
Fue cesanteado por el gobierno militar en el 76 y reincorporado por el gobierno democrático de 1983.
Entre abril del año 1993 y marzo de 1995 dictó un Seminario de Animación Barrial en la Facultad de Ciencias Sociales de la Universidad de Buenos Aires.

## El Programa de Salud Mental Barrial
El PSMB surge como iniciativa del Lic. Carlos Campelo, que era en ese momento un psicólogo de planta del Servicio de Psicopatología y Salud Mental del Hospital Pirovano y quien, en función de un concepto de Promoción de Salud Mental que entiende a la salud mental como algo que trasciende las prácticas profesionales, propone a algunos vecinos que acudían al servicio que desplieguen en forma de taller algunas de sus potencialidades e intereses.
El PSMB está funcionando desde el año 1985 y concibe al hospital como un centro de salud de acción comunitaria. De esta forma, se hace eco de las directivas doctrinarias emanadas del Plan de Salud para la Ciudad de Buenos Aires aprobado en 1984 por el Honorable Concejo Deliberante y también del Plan de Salud Mental de la Ciudad de Buenos Aires, en vigor en la actualidad.
El PSMB sigue reconociendo a Carlos Campelo como su Coordinador Honoris Causa.

## Su pensamiento
En uno de los editoriales del Boletín del PSMB, Carlos Campelo definió con precisión los objetivos del mismo: "Nosotros reclamamos el derecho a hacer de nuestra vida en comunidad nuestra mayor riqueza, a construir un 'nosotros' lleno de sangre, sudor y lágrimas, si es necesario, pero un 'nosotros', un proyecto común, una comunidad de vida, invitando a las gentes de los barrios que quieran acompañarnos, a reconocernos como miembros de una comunidad. Que comunidad es cuando lo tuyo me importa tanto como lo mío, y cuando de mi plato puedo alcanzar un bocado a tu boca, sin sentir que he perdido algo.
Por eso reclamamos que nuestro Programa de Salud Mental Barrial sea entendido como un programa de salud y crecimiento comunitario, o de animación barrial, por eso del ánima, o el alma que ponemos en él, o de cultura barrial, por lo que de cultivo y cuidado tiene la cultura".

## Homenajes
El 15 de septiembre del año 2008 se inauguró la “Plaza Licenciado Carlos Campelo” en la Estación Coghlan de la Ciudad de Buenos Aires en homenaje al creador del PSMB.
En 2002 se produjo una película documental sobre Carlos Campelo y el PSMB llamada Maestro del Alma que fue dirigida por Diana Yael con una duración de 55 minutos

## Publicaciones
En el año 2007 se publicó el libro Talleres del Pirovano que recopiló escritos de Carlos Campelo sobre el Programa de Salud Mental Barrial del Hospital Pirovano.